# Spark (album của Marit Larsen)
Spark là album phòng thu thứ ba của nữ ca sĩ kiêm sáng tác nhạc người Na Uy Marit Larsen. Album này được phát hành ngày 18 tháng 11 năm 2011. Thông tin về album này được công bố thông qua trang Tumblr của Marit Larsen vào tháng 4 năm 2011. Vào ngày 7 tháng 10, cô thông báo về tựa đề cùng danh sách bài hát của album. Đĩa đơn đầu tiên, "Coming Home" được phát hành trên NRK P1 và trên trang Facebook vào ngày 15 tháng 10.

## Danh sách bài hát
| STT              | Nhan đề                    | Sáng tác              | Thời lượng |
| ---------------- | -------------------------- | --------------------- | ---------- |
| 1.               | "Keeper of the Keys"       | Marit Larsen          | 04:01      |
| 2.               | "Don't Move"               | Larsen, Peter Zizzo   | 03:45      |
| 3.               | "What If"                  | Larsen                | 04:57      |
| 4.               | "I Can't Love You Anymore" | Larsen, Teitur Lassen | 04:21      |
| 5.               | "Coming Home"              | Larsen                | 03:59      |
| 6.               | "Me and the Highway"       | Larsen                | 05:01      |
| 7.               | "Last Night"               | Larsen                | 04:20      |
| 8.               | "Have You Ever"            | Larsen, Zizzo         | 04:04      |
| 9.               | "Fine Line"                | Larsen                | 04:25      |
| 10.              | "That Day"                 | Larsen                | 04:45      |
| Tổng thời lượng: | Tổng thời lượng:           | Tổng thời lượng:      | 43:53      |

## Những người thực hiện
- Marit Larsen - hát chính, người cải biên, chơi dương cầm, mandolin, đàn guitar mộc, đàn guitar điện, đàn chuông, đàn tam thập lục, kèn harmonica, vỗ tay.
- Kåre Christoffer Vestrheim - nhà sản xuất, người cải biên, chơi dương cầm, đàn clavico, đàn chuông, tiếng chuông, vỗ tay, đàn xếp, đàn guitar điện
- Geir Sundstøl - chơi đàn guitar mộc, guitar lap steel, mandolin, kèn Harmonica, đàn hạc
- Michael Hartung - kĩ sư ghi âm, chơi đàn guitar mộc, phối khí.
- Hans Andreas Horntveth Jansen - Trợ lý kĩ sư ghi âm
- Kristoffer Bonsaksen - Trợ lý kĩ sư ghi âm
- Đồ họa - Erland G. Banggren
- Nhiếp ảnh - Jørgen Gomnæs

## Xếp hạng
| Bảng xếp hạng (2011–2012)           | Vị trí cao nhất |
| ----------------------------------- | --------------- |
| Album Na Uy (VG-lista)              | 2               |
| Album Thụy Sĩ (Schweizer Hitparade) | 36              |
| Album Đức (Offizielle Top 100)      | 57              |

### Các đĩa đơn
| Năm  | Đĩa đơn         | Na Uy | Na Uy | Đức |
| ---- | --------------- | ----- | ----- | --- |
| 2011 | "Vår Beste Dag" | 1     | 1     | -   |
| 2011 | "Coming Home"   | 18    | 5     | 75  |
| 2012 | "Don't Move"    | -     | -     | -   |